# Maneapa
Maneapa – miejscowość w Tuvalu, położona na atolu Nukufetau, na wyspie Savave.
Osada ma powierzchnię 0,07 km². W 2001 roku zamieszkiwały ją 249 osoby, a w 2012 roku – 191.